# Dương Ngọc Thạch
Dương Ngọc Thạch (15 tháng 1 năm 1917 – 9 tháng 5 năm 2013) là nghệ sĩ cải lương người Việt Nam. Ông là một trong những nghệ sĩ gạo cội của nghệ thuật cải lương và được phong danh hiệu Nghệ sĩ nhân dân.

## Cuộc đời
Dương Ngọc Thạch tên thật là Dương Văn Được, sinh ngày 15 tháng 1 năm 1917 tại xã Đông Sơn (nay là huyện Gò Công, tỉnh Tiền Giang). Trước năm 1945, Dương Ngọc Thạch đã nổi tiếng cả hai lĩnh vực cải lương và hát bội khi thủ diễn thành công nhân vật Quan Công trong nhiều vở diễn trên sân khấu Sài Gòn và nhiều vai diễn khác.
Năm 1945, ông tham gia cách mạng và là một trong những nghệ sĩ tham gia vở diễn Trần Hưng Đạo bình Nguyên của tác giả Trần Bạch Đằng - vở diễn đề tài lịch sử đầu tiên ở vùng kháng chiến miền Đông. Năm 1954, ông tập kết ra Bắc và liên tục để lại dấu ấn trong các vai Tám Luông (Máu thắm đồng Nọc Nạn), Khuất Nguyên (Khuất Nguyên), Tề Thiên (Mẫu đơn tiên).
Sau năm 1975, ông cùng Đoàn cải lương Nam bộ trở về Thành phố Hồ Chí Minh. Từ đây, ông bén duyên điện ảnh với hàng loạt vai trong các phim Chiều sâu lòng đất, Người ven đô, Võ Thị Sáu, Hòn Đất. Ông cùng với các học trò như Ca Lê Hồng, Thanh Hạp, Thu Vân, Hà Quang Văn, đã đặt nền móng để xây dựng nên Khoa Cải lương của Trường Nghệ thuật sân khấu 2 (nay là Trường Đại học Sân khấu - Điện ảnh Thành phố Hồ Chí Minh).
Ông qua đời ngày 9 tháng 5 năm 2013 tại Thành phố Hồ Chí Minh, hưởng thọ 96 tuổi.

## Danh hiệu
- Nghệ sĩ nhân dân (1984).

### Huy chương
- Huân chương Lao động hạng Ba.
- Huân chương Kháng chiến hạng Nhất.
- Huân chương Kháng chiến chống Pháp hạng Ba.
- Huân chương Kháng chiến chống Mỹ hạng Nhất.
- Huy hiệu 60 năm tuổi Đảng.